# Walter Kerr (amiral)
Walter Talbot Kerr, (28 septembre 1839 - 12 mai 1927) est un officier de la Royal Navy. Après avoir participé à la Guerre de Crimée puis à la répression de la Révolte des cipayes, il supervise la rétrocession d'Ulcinj au Monténégro pour permettre au Monténégro un débouché sur la mer conformément aux termes du traité de Berlin. Il devient capitaine de pavillon du commandant en chef de l'escadron de la Manche, devenu ensuite commandant en chef de la flotte méditerranéenne. Il est ensuite commandant en second de la flotte méditerranéenne, puis commandant en chef de l'escadron de la Manche et devient finalement premier lord de la marine. À ce titre, il préside une période de réarmement continu face à l'expansion navale allemande.

## Début de carrière
Il est le quatrième fils de John Kerr (7e marquis de Lothian) et de Cecil Chetwynd Talbot. Il fait ses études au Radley College et rejoint le navire de premier rang HMS Prince Regent en tant que cadet de la marine en août 1853. Il participe à la guerre de Crimée sur le HMS Neptune en mars 1854, puis sur le HMS Cornwallis en mai 1855. Promu aspirant en août 1855, il rejoint la frégate HMS Shannon sur la station des Indes orientales et de la Chine en août 1856. Il participe à la répression de la Révolte des cipayes lorsque l'équipage du navire débarque en tant que brigade navale en décembre 1857. Kerr est blessé près de Cawnpore mais participe quand même à la prise de Lucknow en février 1858. Après avoir été mentionné dans des dépêches le 31 mars 1858 et promu second le 28 septembre 1858, il est transféré sur le yacht royal HMY Victoria and Albert en juin 1859.
Promu lieutenant le 5 septembre 1859, Kerr est nommé sur la frégate à vapeur HMS Emerald dans l'escadron de la Manche en juillet 1860 et sur le HMS Princess Royal de second ordre, navire amiral de la station des Indes orientales et de la Chine en février 1864. Alors qu'il sert sur le HMS Princess Royal et à terre dans le port du traité de Yokohama, Kerr trouve également l'opportunité de prendre certaines des premières photos photographiques du Japon et en 1866 aide à établir le premier club de rugby du pays. Promu commandant le 3 avril 1868, il est affecté au cuirassé HMS Hercules dans l'escadron de la Manche en novembre 1868 et reçoit la médaille d'argent de la Royal Humane Society pour avoir sauté par-dessus bord pour sauver un homme qui était tombé du gréement dans le fleuve Tage.
Kerr devient capitaine de drapeau du commandant en chef de l'escadron de la Manche et capitaine du cuirassé HMS Lord Warden en septembre 1871 et, après avoir été promu capitaine le 30 novembre 1872  et tout en restant capitaine de drapeau du commandant en chef, Channel Squadron, il devient capitaine de la frégate HMS Agincourt en octobre 1874 puis capitaine de la frégate HMS Minotaur en août 1875. Il devient capitaine de pavillon du commandant en chef de la flotte méditerranéenne et capitaine de la frégate HMS Inconstant en février 1880, puis, tout en restant capitaine de pavillon du commandant en chef de la flotte méditerranéenne, il devient capitaine du cuirassé HMS Alexandra en mars 1880.
Kerr supervise la remise d'Ulcinj au Monténégro pour lui permettre d'avoir un débouché sur la mer conformément aux termes du traité de Berlin en septembre 1880. Il devient capitaine de la Medway Steam Reserve en décembre 1881 et secrétaire privé de la marine de Lord George Hamilton, premier lord de l'Amirauté en juillet 1885.

## Officier supérieur

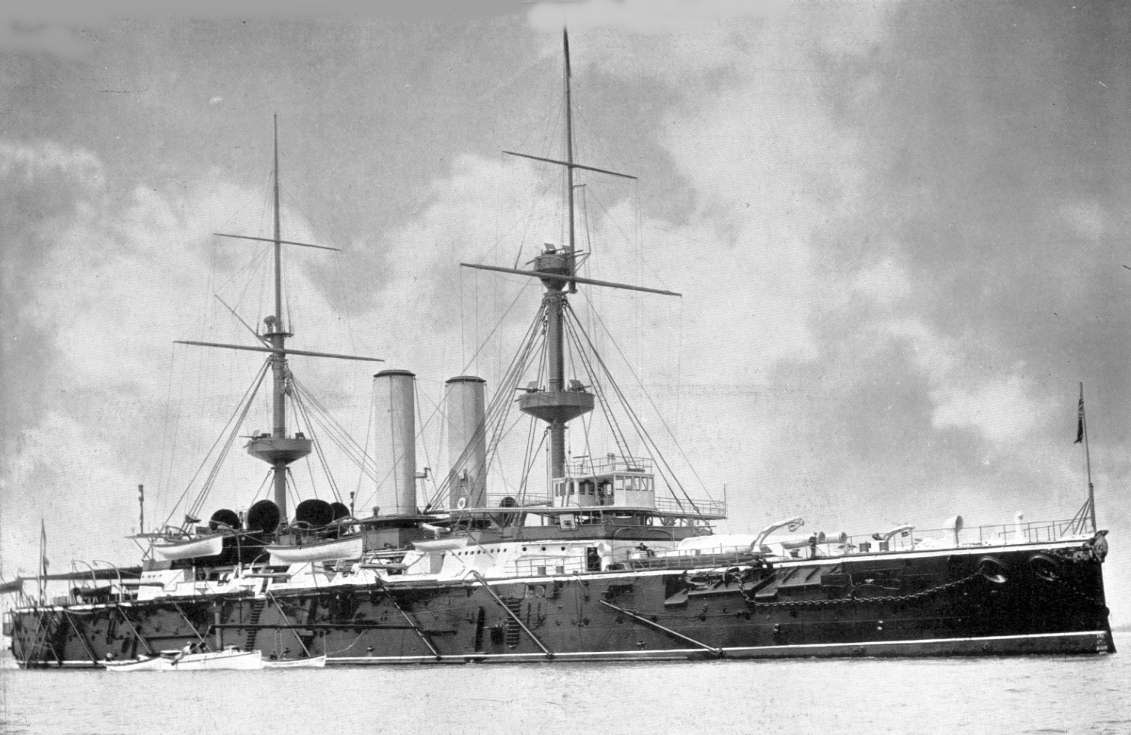
Le cuirassé HMS Royal Sovereign, vaisseau amiral de Kerr en tant que commandant en chef de l'escadron de la Manche

Promu contre-amiral le 1er janvier 1889, Kerr devient commandant en second de la flotte méditerranéenne, hissant son drapeau sur le cuirassé HMS Trafalgar en avril 1890 puis sur le croiseur HMS Amphion en avril 1892. Il devient Junior Naval Lord en août 1892 et Second Naval Lord en novembre 1893. Promu vice-amiral le 20 février 1895, il devient commandant en chef de l'escadron de la Manche, hissant son drapeau sur le cuirassé HMS Royal Sovereign en mai 1895 puis sur le cuirassé HMS Majestic en décembre 1895. Il est nommé Chevalier Commandeur de l'Ordre du Bain en 1896.
Kerr redevient Second Naval Lord en mai 1899 avant d'être nommé First Sea Lord en août 1899 et promu amiral à part entière le 21 mars 1900. À la suite de l'accession au trône du roi Édouard VII, il est promu Chevalier Grand-Croix de l'Ordre du Bain (GCB) dans la liste des honneurs du couronnement de 1902 publiée le 26 juin 1902. Il est ensuite promu amiral de la flotte le 16 juin 1904. Pendant son temps en tant que First Naval, Lord Kerr préside une période de réarmement continu face à l'expansion navale allemande, mais est sans cesse harcelé par l'amiral John Arbuthnot Fisher jusqu'à ce qu'il soit remplacé par Fisher en octobre 1904.
À la retraite, il est président de l'Union catholique de Grande-Bretagne : il vit à Melbourne Hall dans le Derbyshire, dont sa femme a hérité, avec Brocket Hall et le manoir d'Ayot St Peter. Il est nommé sous-lieutenant du comté le 26 janvier 1917 et meurt à Melbourne Hall le 12 mai 1927. Il est enterré à l'église Saint-Michel à proximité.

## Famille

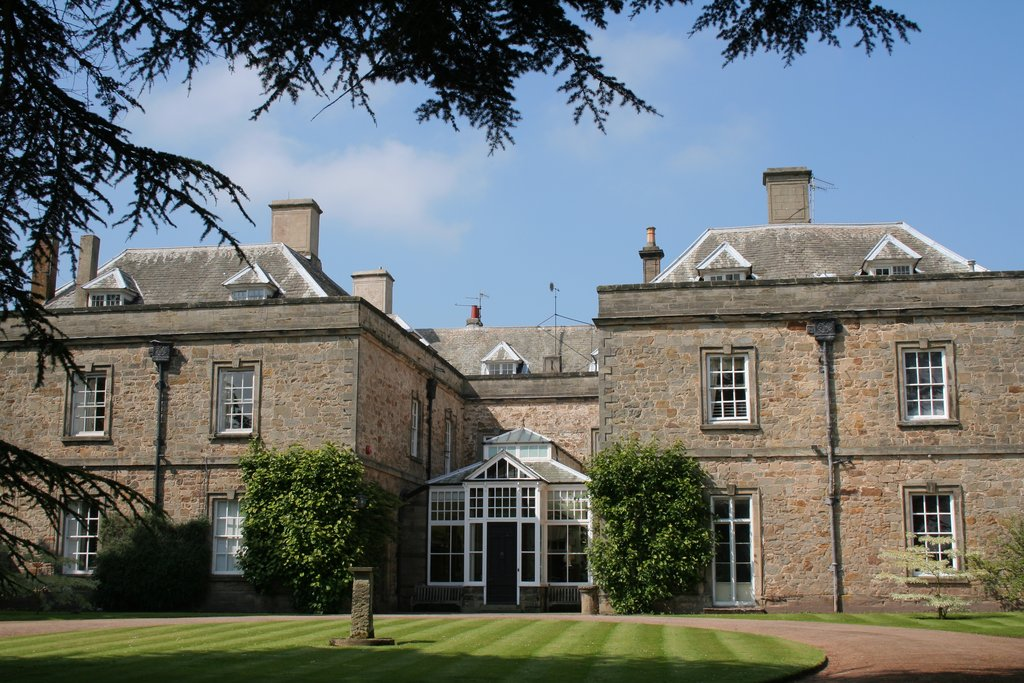
Melbourne Hall, Derbyshire

En 1873, Kerr épouse Amabel Cowper, écrivaine, la plus jeune fille de George Cowper (6e comte Cowper) ; ils ont quatre fils et deux filles :
- Ralph Francis (1874-1932), prêtre;
- Andrew William (1877–1929), épouse Marie Constance Kerr (une descendante du 5e marquis de Lothian) (1889–1929), a des descendants, dont Peter Kerr (12e marquis de Lothian)
- Mary Catherine (1878–1957), religieuse;
- Margaret Mary (1880–1943), célibataire;
- John David (1883–1954), épouse Annabel Mary Ward (décédée en 1974), pas de descendance;
- Philip Walter (1886–1941) épouse Dorothy Lucy Cave (une descendante du 6e marquis de Lothian)